# الفروض والمبادئ المحاسبية
تعرف الفروض عموما أنها تمثل مقدمات لا يمكن التحقق من صحتها ولكنها تكون أساسا للإطار الفكري، يصلح للاستدلال والتوصل إلى النتائج محاسبيا.
وتمثل الفروض أساسا يستخدم في اشتقاق المبادئ المحاسبية، وإعداد القوائم المالية. ويمكن تعريف الفرض أنه:«الذي يعطي الأساس الأول في التدريب لعملية الاستنتاج أو من أجل نظام فلسفي أو مدرسة فكرية أو ما شابه ذلك».
وعموما ًفإن أكثر الفروض المحاسبية قبولاً هي:
1. فرض الوحدة المحاسبية المستقلة
2. فرض وحدة القياس النقدي
3. فرض الاستمرارية
4. الفترة المحاسبية

## فرض الوحدة المحاسبية المستقلة
ويستند هذا الفرض إلى حقيقة مفادها استقلالية المؤسسة (الوحدة الاقتصادية) عن مالكيها أو الذين يتولون إدارتها، مالياً وقانونيا واجتماعياً وغيرها. لذلك فإن الإقرار عن ملكية الوحدة الاقتصادية يتم بإعداد القوائم المالية التي ليس لها علاقة بالعمليات الشخصية للمالكين وينتج عن هذا وجود دفاتر وحسابات مستقلة للمنشأة عن ملاك المشروع، وعن المشروعات الأخرى التي تكون ملكيتها لملاك المشروع.
الميزانية العمومية يجب أن تعكس الوضع المالي للشركة فقط في تاريخ محدد بعيداً عن العمليات الشخصية من مصاريف وإيرادات، وعندما تسجل المعاملات تجارية ويتم تحميل أي نفقات الشخصية للمالك لا يسمح لها أن تؤثر على النتائج التشغيلية للشركة.
أهمية المفهوم:
- 1. صافي الدخل الشركة هي فقط المصاريف والإيرادات المسجلة وتستبعد المصاريف الخاصة والشخصية.
- 2. ضبط الأعمال التجارية من تسجيل العمليات المالية الخاصة للمالكين.
- 3. يسهل تسجيل والإبلاغ عن المعاملات التجارية من وجهة نظر رجال الأعمال.
- 4. إنه الأساس الحقيقي للمفاهيم والاتفاقيات والمبادئ المحاسبية.
- 5. يتم الاحتفاظ بحساب رأس المال والمسحوبات لتسجيل المبالغ المدفوعة والمسحوبة من قبل المالكين.

مثال:
بدأ السيد يوسف بإنشاء شركة باستثمار رأس مال قدره 100000 دينار، اشترى بضاعة بقيمة 30000 دينار وأثاث بمبلغ 20000 دينار ومصنع مع المعدات بمبلغ 40000 دينار، وتبقى ما قيمته 10000 دينار نقداُ:
- جميع المشتريات والسيولة المتبقية تعتبر أصول للشركة وليست للمالك.
- وفقاُ لفرضية الوحدة المحاسبية المستقلة سوف تعامل ال 100000 دينار على أنها رأس مال والتزامات للشركة.
- لنفرض أن السيد يوسف قام بسحب 5000 دينار نقداً أو بضاعة لغاياته الخاصة هذه العملية الحسابية سوف تعامل على أنها مصاريف شخصية أو خاصة وليست مصاريف على الشركة، وهكذا فإن الفرضية تنص على أن صاحب المنشأة والوحدة الاقتصادية شخصان مختلفان وفقا لذلك أي مصاريف تكبدها المالك لاستخدامته الشخصية والعائلية من حساب الشركة سوف تعتبر مسحوبات وتحفظ بحساب رأس المال والمسحوبات.

## فرض وحدة القياس النقدي
و مفاده أن للمحاسبة وحدة قياس تقيس بها الأحداث الاقتصادية ومثلها مثل العلوم الآخرى فمثلاً العلوم الهندسية تستخدم المتر كوحدة قياس للمسافات إذا كان النظام المستخدم هو النظام الفرنسي أما إذا كان النظام المستخدم هو النظام الإنجليزي فأنها تستخدم الأنش هو وحدة القياس، وأن الواحد قدم هو عبارة عن 12 أنش والقدم يعادل 30 سنتيمتر تقريباً ؛ و أن الواحد قدم يساوي 30 سنتيمتر دائماً، والمحاسبة وحدة القياس بها هي وحدة النقد حسب الدولة فمثلاً الدينار في ليبيا والأردن وتونس والجنيه في مصر والريال في السعودية وغيرها، وتختلف وحدة القياس بالنقد عن أي أداة قياس أخرى بعدم ثبات قيمتها فالدينار اليوم يختلف على نفس الدينار بالأمس، ولهذا فأن هذا الفرض يفيد بأن قيمة وحدة النقد هي ثابتة وأن أي تغيرات تطرأ عليه هي تغيرات طفيفة لا تؤثر في قيمته ( وهذا افتراض يكون مخالف للواقع في أغلب الاحيان ).

## فرض الاستمرارية
ومفاده أن المؤسسة مستمرة في عملياتها إلى وقت غير محدد ما لم توجد أدلة تثبت عكس ذلك. و هذا يعني بأن المؤسسة وجدت لتستمر ويساعد هذا الفرض في تبرير العديد من المبادئ والتطبيقات المحاسبية الهامة
وذلك عند تصفية المشروع أو دمجه بأخر حيث ينهي ذلك استمرارية المشروع، وهذا يفيد كثيرا في الجوانب العملية إذ لا نجد محاسبا يذكر في القوائم المالية ما يمكن الحصول عليه في حالة تصفية الشركة.

## الفترة المحاسبية
يقوم هذا الفرض على أنه بالإمكان تقسيم عمر المؤسسة إلى فترات زمنية متساوية(سنوية عادة)
```
تجد في نهاية كل منها قراءات تقيس مدى تقدم المؤسسة في شكل قوائم وبيانات مالية، مما يجعلها قابلة للمقارنة والتنبؤ وتقديم المعلومات بالسرعة الممكنة، بحيث تكون تلك المعلومات مفيدة في اتخاذ القرارات.
```

## 2- المبادئ المحاسبية
ترم المبادئ المحاسبية الإطار العام للعمل المحاسبي معتمدا على الفروض المحاسبية، وهذه المبادئ ليست قوانين رياضية ثابتة جامدة بل هي متحركة يمكن تعديلها وتنقيحها وتطويرها لتتماشى وتطورات العمليات التجارية المتزايدة كماً ونوعاً وتعقيداً بعد يوم. ومن أهم المبادئ:-

### 1-مبدأ التكلفة التاريخية
يسمى بمبدأ التكلفة الاصلية، وبموجب هذا المبدأ فإن التكلفة التاريخية هي أفضل أساس لتقييم موجودات المؤسسة، ويتميز بسهولة التحقق من صحة التكلفة التاريخية وموضوعيتها.

### 2مبدأ تحقق الإيرادات
وهو يتحقق عند استلام العميل للبضاعة.لا يسجل ايراد حتى يتحقق ويتم اكتساب الإيراد في حالة تواصل شرطين: ( earned )
- -تقديم الخدمة أو تسليم المبيعات
- -وجود عملية مبادلة حقيقية بين المؤسسة والغير.

### 3-مبدأ مقابلة الإيرادات بالمصروفات
لقد اشتق هذا المبدأ استناداً إلى فرض تقسيم عمر المؤسسة إلى فترات دورية متساوية.فقياس الربح يتم على أساس الفرق بين إجمالي الإيرادات الكلية وإجمالي المصروفات المقابلة لتلك الإيرادات في نفس الفترة. وتتم هذه المقابلة من خلال قائمة الدخل ويتم تحديد الإيرادات والمصروفات خلال فترة على أساس الاستحقاق، الذي يعني الاعتراف بالإيرادات الخاصة بالفترة المحاسبية سواء كانت تلك الإيرادات مقبوضة أو مستحقة القبض وكذلك الأمر بالنسبة للمصروفات على أساس الفترة المحاسبية سواء كانت تلك المصروفات مدفوعة نقدا أو مستحقة الدفع.
أ. الفرزدق حسن عمر 

## فوائد استخدام افضل برنامج محاسبة في السعودية
يسهل برنامج المحاسبة إدارة الشؤون المالية للأعمال في المملكة العربية السعودية.
يقوم بتتبع وتسجيل جميع المعاملات المالية، مثل الفواتير والمدفوعات والمصروفات.
باستخدام برنامج المحاسبة، يمكن للشركات إنشاء تقارير مالية دقيقة وحديثة.
وهذا يسهل عملية اتخاذ القرار من خلال تقديم لمحة عامة عن الوضع المالي للشركة.
يمكن أن يساعد افضل برنامج محاسبة في السعودية  أيضًا في تتبع مدفوعات العملاء والبائعين، مما يحسن إدارة التدفق النقدي.
في المملكة العربية السعودية، حيث يمكن أن تكون قوانين الضرائب معقدة، يمكن لبرنامج المحاسبة أيضًا أن يساعد في ضمان الامتثال للوائح الضريبية.

## الميزات الأساسية لبرنامج المحاسبة الجيد
ميزة الوصف
سهولة الاستخدام يجب أن يكون برنامج المحاسبة الجيد سهل الاستخدام وبديهيًا للمستخدمين، حتى أولئك الذين ليس لديهم معرفة محاسبية.
الميزات ينبغي أن يقدم مجموعة واسعة من الميزات، مثل إدارة الفواتير، وتتبع الدفع، وإعداد التقارير المالية، وما إلى ذلك.
الأمان يعد أمان البيانات المالية أمرًا بالغ الأهمية، لذا من المهم أن يوفر برنامج المحاسبة إجراءات أمنية قوية.
التكامل يجب أن يكون قادرًا على التكامل بسهولة مع البرامج أو الأنظمة الأخرى التي تستخدمها الشركة، مثل إدارة المخزون أو أنظمة الرواتب.
الدعم الفني يجب أن يكون برنامج المحاسبة الجيد مدعومًا بفريق دعم فني واسع المعرفة وسريع الاستجابة لحل أية مشكلات قد تنشأ.

### 4-مبدأ الإفصاح التام
ويعني تزويد مستخدمي القوائم المالية بالمعلومات ذات العلاقة الملائمة، ويتطلب هذا المبدأ من المحاسب ان يقوم بالإفصاح عن كل الاحداث المالية الخاصة بالمشروع خلال الفترة المالية، بحيث لايخفي المحاسب اية معلومات مالية يمكن أن تضلل مستخدمي القوائم المالية، وعليه فإن الحذر والانتباه ضروريان من أجل عدم اخفاء اية بنود أو احداث يمكن أن يكون لها اثر على هذا الحكم الشخصي لمتخذ القرار، بشرط انتقاء المعلومة المفيدة فقط ولا يعني الإفصاح عن كل شيء لعدم تشتيت قارئ البيانات.

### 5-مبدأ الحيطة والحذر
ويعني ذلك أنه يجب الأعتراف بالخسائر المحتملة والأحتياط لها من خلال تشكيل مخصصات ومؤونات أما الارباح المحتملة فلا تؤخذ بعين الأعتبار ابدا